# Négytövises ecsetcincér
A négytövises ecsetcincér (Pogonocherus hispidulus) a cincérfélék családjába tartozó, Európában honos, lombos fákon élő bogárfaj. 

## Megjelenése
A négytövises ecsetcincér testhossza 5-9 mm. Az előtor oldalaiból egy-egy tüske áll ki, a szárnyfedők oldalvonalai a vállaktól végig keskenyednek. A szárnyfedők végén a külső szöglet, valamint a varratszöglet is tüskeszerűen kihúzott; utóbbi azonban sokkal kisebb. Alapszíne fekete, a térdek, lábszárak és lábfejek részben, valamint a csápízeknek legalább a töve, a szárnyfedők vége, az előtor elülső és hátulsó szegélye és a feje elöl vöröses. Szárnyfedőinek eleje fekete, ezen túl egy igen széles, hátul zegzugos szegélyű fehér keresztsáv következik; a többi része barna alapon fekete pettyes. A negyedik csápíz a tövétől mintegy a feléig fehéren szőrös. Az előtor fényes, hosszanti középső kidudorodása nincsen. A szárnyfedők belső bordáján három többé-kevésbé jelentős fekete szőrcsomó látható. 

## Elterjedése és életmódja
Európában honos, Észak-Spanyolországtól Nyugat-Oroszországig és a Kaukázusig. Madeirán is megtalálható. Magyarországon a hegy- és dombvidékeken elterjedt, de nem gyakori faj. 
Lárvája különféle lombos fák (tölgy, mogyoró, bükk, hárs, rezgő nyár, almafa, kecskerágó, ostorménfa, stb.) meggyengült vagy nemrég elhalt vékonyabb ágaiban, gallyaiban él. Eleinte a kéreg alatt táplálkozik, később sekély galériákat rág a szijács felszínébe is. Fejlődése 2 évig tart. Az imágó áprilistól júliusig rajzik, de meleg őszi napokon az új generáció tagjai is már megjelenhetnek, amelyek aztán imágóként telelnek át. A bogarak többnyire a tápnövényük száraz ágain tartózkodnak. 

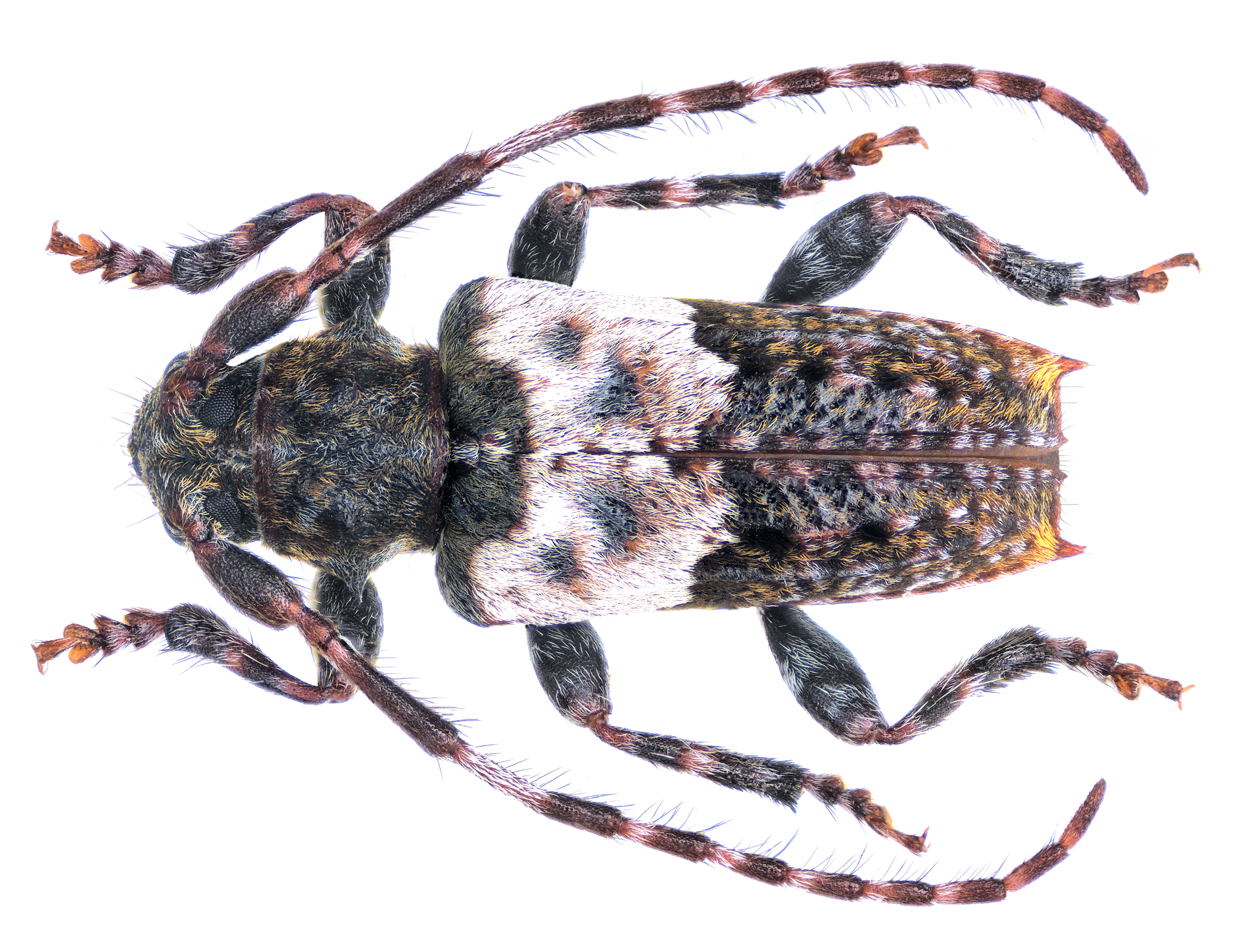
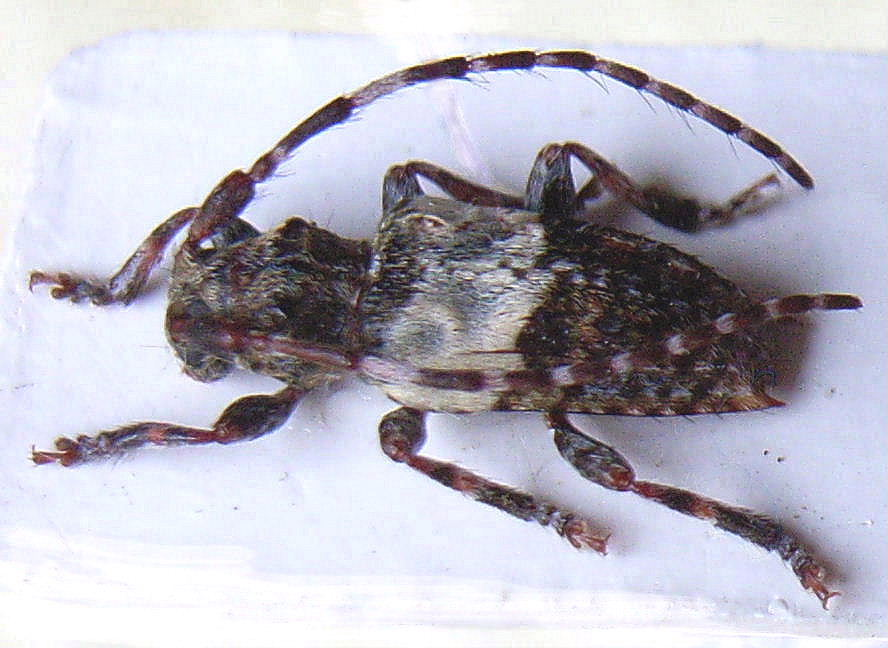
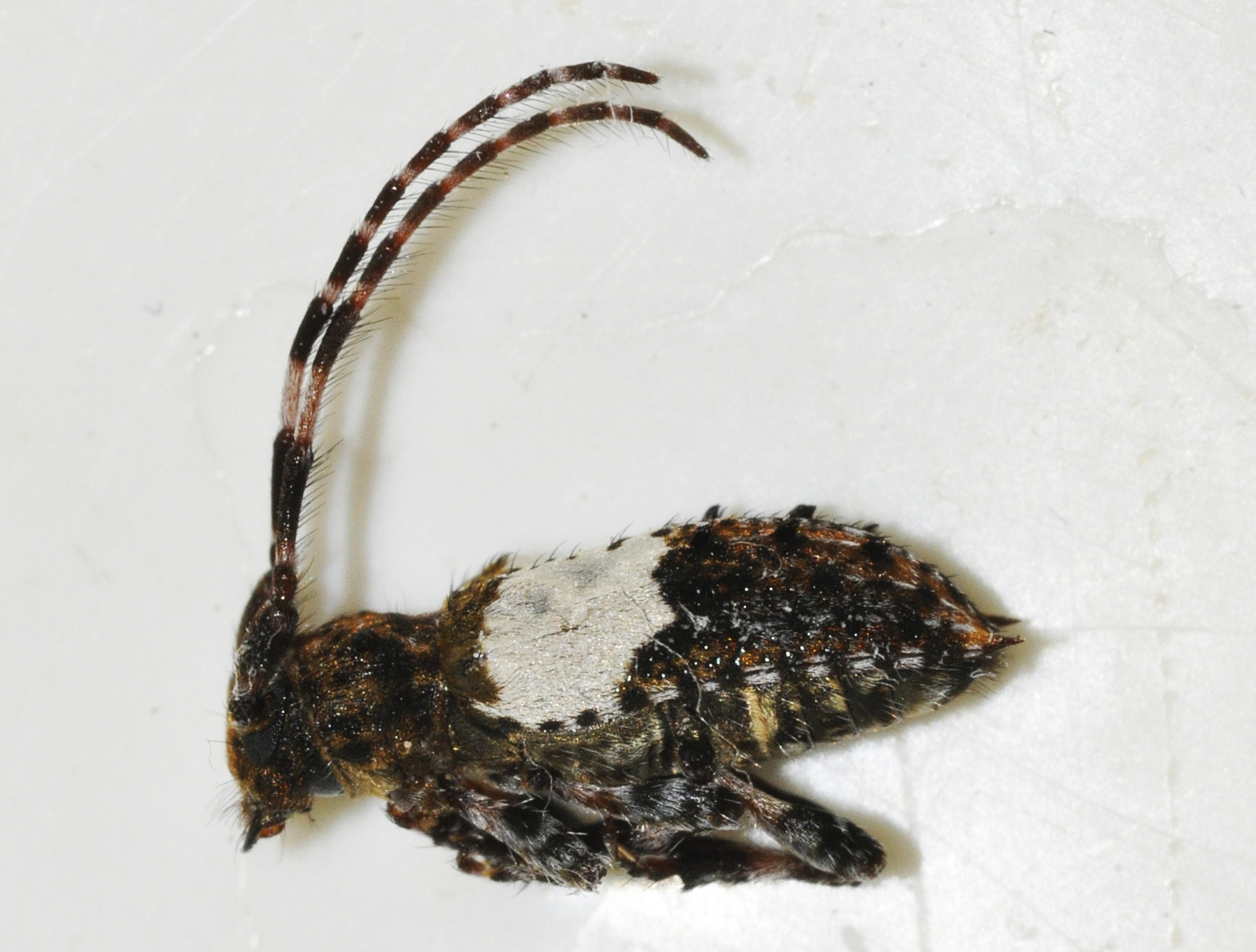
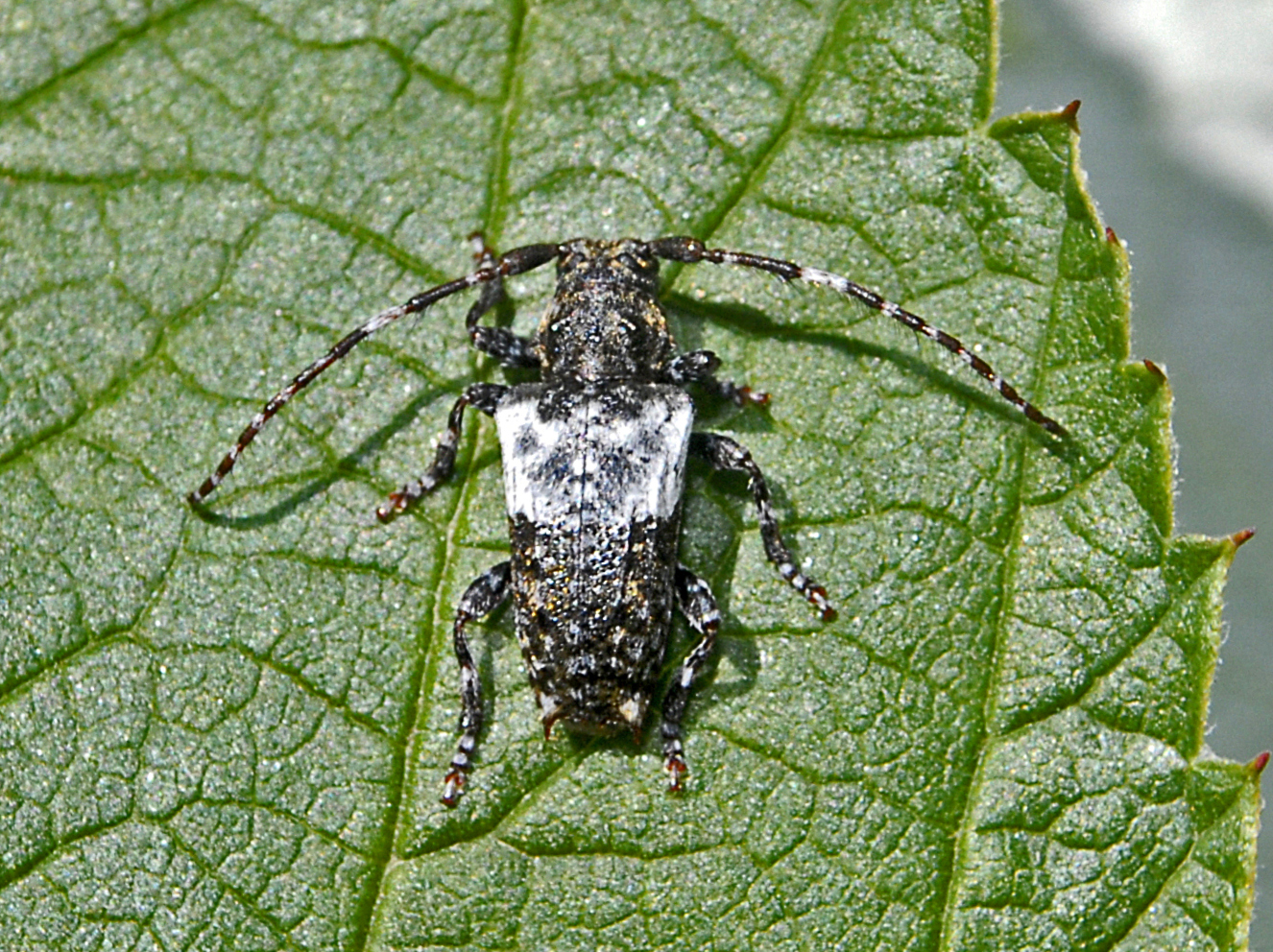
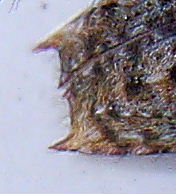

Magyarországon nem védett.